# Möckelsjötjärnen
Möckelsjötjärnen är en sjö i Kramfors kommun i Ångermanland och ingår i Nätraån-Ångermanälvens kustområde. Sjön har en area på 0,0566 kvadratkilometer och ligger 104,1 meter över havet. Sjön avvattnas av vattendraget Tvärån.

## Delavrinningsområde
Möckelsjötjärnen ingår i det delavrinningsområde (699479-161778) som SMHI kallar för Mynnar i Inviksån. Medelhöjden är 145 meter över havet och ytan är 1,59 kvadratkilometer. Det finns ett avrinningsområde uppströms, och räknas det in blir den ackumulerade arean 15,85 kvadratkilometer. Tvärån som avvattnar avrinningsområdet har biflödesordning 2, vilket innebär att vattnet flödar genom totalt 2 vattendrag innan det når havet efter 4,2 kilometer. Avrinningsområdet består mestadels av skog (79 procent). Avrinningsområdet har 0,06 kvadratkilometer vattenytor vilket ger det en sjöprocent på 3,5 procent.